# Rod Jones (cầu thủ bóng đá người Anh)
Rodney Ernest Jones (sinh ngày 23 tháng 9 năm 1945) là một cầu thủ bóng đá người Anh đã giải nghệ thi đấu ở vị trí thủ môn.